# 해미시 카터 (트라이애슬론 선수)
해미시 알렉산더 카터 ONZM(영어: Hamish Alexander Carter ONZM, 1971년 4월 28일~)는 뉴질랜드의 전직 트라이애슬론 선수로 2004년 하계 올림픽에서 남자 개인전 금메달을 획득했다.